# Гвідо Келлер
Гвідо Келлер (італ. Guido Keller, 6 лютого 1892, Мілан — 9 листопада 1929, Отриколі) — італійський політичний діяч, авантюрист, льотчик, один з творців естетики раннього італійського фашизму.
Гвідо Келлер народився в Мілані в древній аристократичній родині швейцарського графського роду Келлер фон Келлерер, котра пересилалася до Ломбардії в середині XVIII ст. В дитинстві, після закінчення початкової школи, був відправлений батьками до швейцарського інтернату, з якого був виключений після двох років навчання за недисциплінованість. Після відрахування з інтернату, не відчуваючи фінансових проблем, зайнявся самоосвітою, захоплюючись читанням та заняттями спортом.
В 1915 р., коли Італія вступила в Першу Світову війну на боці Антанти, почав навчання на льотчика. Будучи одним з найкращих учнів, отримав патент льотчика та 1 червня 1915 р. вступив на дійсну військову службу в авіації. 15 листопада 1915 р. в званні лейтенанту став командиром відділення. В 1916 р. отримав патент льотчика-винищувача. Визначався власним стилем одягу — замість класичного костюму тогочасного пілота (шкіряна куртка та шолом) вдягав модний костюм, феску та шарф. Бравуючи, часом читав в польоті, тримаючи кермо за допомогою мотузки, проведеної під коліном. Кілька разів був підбитий в повітряних боях. Важко поранений в ногу, здійснив аварійну посадку та був полонений та шпиталізований. Звільнений італійськими військовими після битви при Вітторіо Венето.
На території військової частини, користуючись привілейованим положенням, жив на лоні природі, часом ночуючи на дереві, наслідуючи повадки ручного орла, якого називав власним іменем Гвидо.

## Роль у створенні Держави Фіуме
Під час подій в Фіуме (нині — м. Рієка, Хорватія) виступив соратником Габріеле д'Аннунціо та одним з ключових діячів в цьому авантюристському політичному проекті. Зокрема, був призначений діючим секретарем (segretario d'azione) та головою (capo) Регентства Карнаро. Окрім символічних державницьких функцій, на практиці займався здобуванням матеріальних ресурсів (зокрема, й продовольства) для потреб невизнаної держави. Для цього здійснював нальоти з метою грабунку на села за межами Регентства. Такі діяння офіційно називалися корсарством та офіційно віталися в державі, очолюваній Габріеле д'Аннунціо.
14 листопада 1920, невдовзі після укладання в м. Рапалло договору між Італією та Югославією (Рапальський договір), за яким півострів Істрія відходив до Італії, але Фіуме мало стати нейтральним «вільним містом» замість входження до складу Італії, як того прагнули засновники невизнаної республіки (регентства), Келлер здійснив символічне бомбардування Риму. Для цього він на літаку долетів до італійської столиці, та розкидав над королівським палацом, а також над Ватиканом червони троянди. Натомість на будівлю парламенту скинув нічний горщик, наповнений ріпою, що мало символізувати фекалії як знак найбільшого презирства. Повертаючись з вильоту, Келлер збився з курсу, та витративши все пальне, здійснив невдалу посадку на території Республіки Сан-Марино, розбивши літак об дерево. Увійшовши в контакт з місцевими мешканцями, а також владою, отримав посвідчення надзвичайного посла Регентства Карраро в Республіці Сан-Марино, і з цими паперами, в якості недоторканого дипломата покинув територію Італії.
Заснував в Республіці Фіуме (пізніше — Регентство Карнаро) підрозділ тілоохоронців голови держави, коменданте д'Аннунціо, відоме як «Відчайдушні» (Disperati). Підрозділ був сформований з молодих чоловіків, яких не прийняли до війська держави через недисциплінованість. Члени цього військового формування проводили час в фізичній та бойовій підготовці, не будучи зобов'язаними знаходитись у казармах. Військова підготовка включала в себе групові двобої з використанням бойової стрілецької зброї та гранат, що приводило до численних поранень. Під час регулярних карнавалів, які були однією з характерних ознак держави Фіуме/Карнаро «Відчайдушні» маршували містом, одягненими в одні шорти та прикрашені гірляндами квітів. Гаслом створеного Келлером спецпідрозідлу були слова «me ne frego» (букв."мене не їбе"), що підкреслювало їхній екстремізм та контркультурність. Через кілька років після ліквідації держави в Фіуме естетику «відчайдушних» запозичили італійські фашисти.
Разом з поетом, письменником та йогом Джованні Коміссо Гвідо Келлер заснував в Фіуме рух «Йога — Союз Вільних Духів, що прагнуть досконалості». Символом руху були свастика та п'ятипелюсткова троянда. Рух практикував езотеричні течії та вільне кохання. До сучасних практик йоги даний рух мав доволі опосередковане відношення.
Окрім експериментів в мистецтві, робив також досліди в кулінарії, створюючи незвичні страви на кшталт салатів з медом.

## Життя після авантюри в Фіуме
Після ліквідації Держави Фіуме Келлер безуспішно намагався створити льотну школу в Туреччині. В 1923 р. повернувся у авіацію, в 1925 р. був відправлений військовим льотчиком до Лівії. Того ж року здійснив каральну операцію проти туземців (які вбили в пустелі командуючого італійською авіацією в Киренаїці), розстрілюючи з літака з кулеметів скупчення берберів. Під час цієї акції здійснив вимушену посадку та потрапив в полон, однак зміг схилити туземців на свій бік. В підсумку, повернувся на військову базу на дарованій конячці, коли його вже вважали загиблим.
Пізніше був призначений комерційним представником Італії в Латинській Америці. В Південній Америці (Бразилія, Венесуела, Гаяна) займався дослідницькою діяльністю, зокрема, здійснив низку небезпечних експедицій. Розробляв систему використання річок Південної Америки для комерційної авіації, за допомогою гідролітаків.
В 1928 р. потрапив в авіакатастрофу на гідролітаку, в який не отримав серйозних травм, натомість загинув товариш Келлера.
9 листопада 1929 р. разом з двома друзями-льотчиками (Вітторіо Монтільо та Джованні Баттіста Саліна) загинув в автокатастрофі. Виїхавши дощового вечора з Риму, пасажири автомобілю врізались в огородження мосту на околиці Валломброза, зіткнення виявилось смертельним для всіх трьох. За бажанням Габріеле д'Аннунціо був похований на його віллі Вітторіале на озері Гарда в Ломбардії. На цій же віллі в 1938 р. був похований і сам д'Аннунціо.